# 关于禁止和防止非法进出口文化财产和非法转让其所有权的方法的公约
关于禁止和防止非法进出口文化财产和非法转让其所有权的方法的公约，是1970年联合国教科文组织制订的国际公约。公约在法国巴黎通过，于1972年4月24日生效，保存人是联合国教科文组织总干事。

## 背景
联合国教科文组织（第16届大会）考虑到各国间文化财产交流的作用，文化财产的重要性，各国其保护文化财产的责任，各国尊重本国和他国的文化遗产的道义责任，文化机构的作用，相关非法行为对各国间谅解的阻碍等，制定了本公约条款。

## 内容
公约（第1条、第4条）定义了“文化财产”和“文化遗产”的类别，（第3条）规定缔约国违反本公约规定而造成的文化财产之进出口或所有权转让均属非法，（第11条）规定一个国家由于被他国占领而被迫出口文化财产或转让其所有权也属非法。
公约还规定缔约国应设立保护文化遗产的国家机构，并规定了缔约国须承担的行为。